# Made in the A.M.
Made In The A.M. é o quinto e último álbum de estúdio gravado pela boy band britânica-irlandesa One Direction, lançado em 13 de novembro de 2015 sob distribuição da editora discográfica Columbia Records. Este é o primeiro álbum do grupo sem o membro Zayn Malik, que anunciou sua saída em 25 de março de 2015. É também o último lançamento com Liam Payne, que faleceu em 16 de outubro de 2024, em Buenos Aires, na Argentina.

## Antecedentes e concepção
Os rumores sobre o quinto trabalho discográfico da banda começaram em novembro de 2014, após Paul Higgins, o gerente de digressão do grupo que vinha trabalhando com eles desde a formação do grupo, ter abandonado o seu posto como tal, pelo que os membros afirmaram na cerimônia dos BBC Music Awards que, após o sucesso comercial do trabalho anterior, Four (2014), eles tinham a esperança de "chegar a um lugar diferente" no seu quinto álbum. No ano seguinte, a 25 de março, foi anunciado pela banda que o integrante Zayn Malik já não faria mais parte do grupo. Acuando disto, os outros membros revelaram estar zangados, tendo eles feito a primeira aparição pública como um grupo de quatro elementos no programa de televisão The Late Late Show with James Corden a 14 de maio, onde confirmaram que iriam continuar o seu trabalho sem um novo quinto membro.
A banda anunciou que após o lançamento do seu quinto trabalho de estúdio, iria entrar em um hiato em 2016 para que os membros pudessem se focar em trabalhos a solo.

## Singles
"Drag Me Down" foi divulgado a 31 de julho de 2015 como o primeiro single do álbum, tendo se tornando instantaneamente em um êxito comercial, alcançando o primeiro posto da UK Singles Chart e atingindo o seu pico na terceira posição da Billboard Hot 100. Em outros mercados, alcançou o primeiro posto na Austrália, Irlanda, Nova Zelândia, França e Escócia. "Infinity" fora inicialmente lançada como um single promocional no iTunes e na Apple Music como um download de "gratitude instantânea" para quem reservasse uma cópia do álbum. Pouco depois "History" foi anunciado como novo single por Liam Payne no Twitter.

## Alinhamento de faixas
| Edição padrão  |                              | |                            |         |  |
| N.º            | Título                       | Compositor(es) | Produtor(es)               | Duração |  |
| 1.             | "Hey Angel"                  | Julian Bunetta, Jamie Scott, John Ryan, Ed Drewett                                                                   |                            | 4:00    |  |
| 2.             | "Drag Me Down"               | Bunetta, Scott Ryan                                                                                                  | Bunetta, Ryan              | 3:12    |  |
| 3.             | "Perfect"                    | Jesse Shatkin, Jacob Kasher Hindlin, John Ryan, Maureen Anne McDonald, Julian Bunetta, Harry Styles, Louis Tomlinson | Bunetta, Shatkin, Afterhrs | 3:50    |  |
| 4.             | "Infinity"                   | Scott, Ryan, Bunetta                                                                                                 | Bunetta, Ryan              | 4:09    |  |
| 5.             | "End of the Day"             | Matthew Brown, Liam Payne, Tomlinson, Bunetta, Drewett, Ryan, Wayne Hector, Lewis Gamal                              |                            | 3:14    |  |
| 6.             | "If I Could Fly"             | Johan Calrsson, Ross Golan, Styles                                                                                   |                            | 3:50    |  |
| 7.             | "Long Way Down"              | Bunetta, Payne, Ryan, Scott, Tomlinson                                                                               |                            | 3:12    |  |
| 8.             | "Never Enough"               | Niall Horan, Bunetta, Ryan, Scott                                                                                    |                            | 3:33    |  |
| 9.             | "Olivia"                     | Bunetta, Ryan, Styles                                                                                                |                            | 2:57    |  |
| 10.            | "What a Feeling"             | Daniel Bryer, Mike Needle, Payne, Scott, Tomlinson                                                                   |                            | 3:20    |  |
| 11.            | "Love You Goodbye"           | Brown, Bunetta, Tomlinson                                                                                            |                            | 3:16    |  |
| 12.            | "I Want to Write You a Song" | Ammar Malik, Ryan, Bunetta                                                                                           |                            | 2:59    |  |
| 13.            | "History"                    | Bunetta, Drewett, Hector, Payne, Ryan, Tomlinson                                                                     |                            | 3:07    |  |
| Duração total: | Duração total:               | Duração total: | Duração total:             | 44:39   |  |

| Edição deluxe  |                       |                                                                                     |                |         |  |
| N.º            | Título                | Compositor(es)                                                                      | Produtor(es)   | Duração |  |
| 14.            | "Temporary Fix"       | Thomas Barnes, Hector, Horan, Peter Norman Cullen Kelleher, Benjamin Alexander Kohn |                | 2:55    |  |
| 15.            | "Walking in the Wind" | Bunetta, Ryan, Styles, Scott                                                        |                | 3:22    |  |
| 16.            | "Wolves"              | Will Champlin, Ian Franzino, Andrew Haas, Horan, Payne                              |                | 4:01    |  |
| 17.            | "A.M."                | Bunetta, Drewett, Hector, Horan, Payne, Ryan, Styles, Tomlinson                     |                | 3:29    |  |
| Duração total: | Duração total:        | Duração total:                                                                      | Duração total: | 58:26   |  |

| Edição japonesa |                             |                                                            |                                   |         |  |
| N.º             | Título                      | Compositor(es)                                             | Produtor(es)                      | Duração |  |
| 9.              | "Night Changes"             |                                                            |                                   |         |  |
| 18.             | "Home"                      | Scott Tomlinson Payne                                      | Scott Daniel Bryer [b] Needle [b] | 3:14    |  |
| 19.             | Sem título (Afterhrs Remix) | Bunetta Scott Ryan Tomlinson Payne Horan Styles Zayn Malik | Bunetta Ryan Afterhrs             | 3:40    |  |
| Duração total:  | Duração total:              | Duração total:                                             | Duração total:                    | 65:20   |  |

## Desempenho nas Tabelas Musicais
| Tabela Musical                                         | Melhor Posição |
| ------------------------------------------------------ | -------------- |
| África do Sul (Recording Industry of South Africa)     | 5              |
| Alemanha (Media Control Charts)                        | 2              |
| Austrália (ARIA Charts)                                | 2              |
| Áustria (Ö3 Austria Top 40)                            | 2              |
| Bélgica (Ultratop 50 Flanders)                         | 1              |
| Bélgica (Ultratop 50 Valônia)                          | 3              |
| Canadá (Canadian Albums Chart)                         | 2              |
| Croácia (Hrvatska diskografska udruga)                 | 2              |
| Coreia do Sul (Gaon International Albums Chart)        | 2              |
| Dinamarca (Hitlisten)                                  | 4              |
| Escócia (Scottish Singles and Albums Charts)           | 1              |
| Estados Unidos (Billboard 200)                         | 2              |
| Finlândia (IFPI Finlândia)                             | 1              |
| França (Syndicat National de l'Édition Phonographique) | 4              |
| Hungria (Magyar Hanglemezkiadók Szövetsége)            | 4              |
| Irlanda (Irish Albums Chart)                           | 1              |
| Itália (Federazione Industria Musicale Italiana)       | 1              |
| Japão (Oricon)                                         | 3              |
| Noruega (VG-lista)                                     | 2              |
| Nova Zelândia (Official New Zealand Music Chart)       | 2              |
| Países Baixos (Megacharts)                             | 3              |
| Polónia (Związek Producentów Audio Video)              | 1              |
| Portugal (Associação Fonográfica Portuguesa)           | 1              |
| Reino Unido (UK Albums Chart)                          | 1              |
| Reino Unido (UK Digital Chart)                         | 2              |
| Suécia (Sverigetopplistan)                             | 2              |
| Suíça (Schweizer Hitparade)                            | 3              |
| Tchecoslováquia (Czech Albums Chart)                   | 3              |

## Certificações
| País (Empresa)         | Certificação | Vendas    |
| ---------------------- | ------------ | --------- |
| Austrália (ARIA)       | Platina      | 70,000    |
| Áustria (IFPI Austria) | Ouro         | 7,500     |
| Canadá (Music Canada)  | Platina      | 80,000    |
| Espanha (PROMUSICAE)   | Platina      | 40,000    |
| Estados Unidos (RIAA)  | Platina      | 1,000,000 |
| França (SNEP)          | Ouro         | 50,000    |
| Itália (FIMI)          | Platina      | 50,000    |
| Japão (RIAJ)           | Ouro         | 100,000   |
| México (AMPROFON)      | 2× Platina   | 120,000   |
| Nova Zelândia (RMNZ)   | Ouro         | 15,000    |
| Polónia (ZPAV)         | Platina      | 20,000    |
| Portugal (AFP)         | Ouro         | 7,500     |
| Reino Unido (BPI)      | Platina      | 300,000   |
| Venezuela (APFV)       | Ouro         | 5,000     |